# Pelidnota luridipes
Pelidnota luridipes är en skalbaggsart som beskrevs av Blanchard 1851. Pelidnota luridipes ingår i släktet Pelidnota och familjen Rutelidae. Inga underarter finns listade i Catalogue of Life.